# Minișel, Arad
Minișel este un sat în comuna Tauț din județul Arad, Crișana, România.

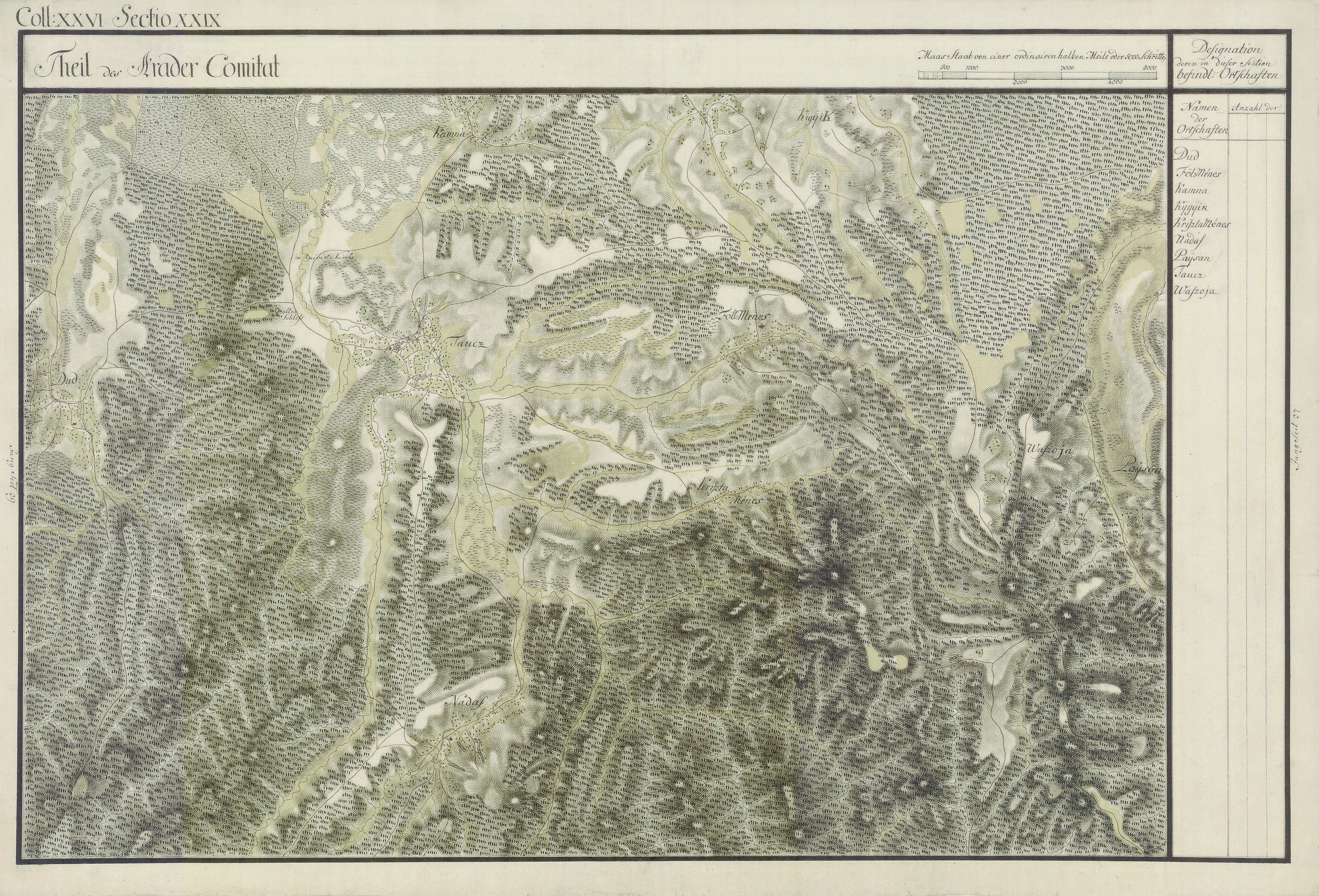
Minișel în Harta Iozefină a Comitatului Arad, 1782-85